# Dino Stecher
Dino Stecher (* 5. April 1964) ist ein ehemaliger Schweizer Eishockeytorhüter und heutiger -trainer. Zuletzt war er Assistenztrainer beim EHC Biel.

## Karriere

### Als Spieler
Stecher startete seine Karriere als Neunjähriger beim EHC Olten. Nach dem Wechsel von Heinz Grieder zum Zürcher SC kam Stecher als 19-Jähriger in der Saison 1984/85 für Olten in der Nationalliga B zu seinem Debüt. In dieser Spielzeit hatte er massgeblichen Anteil am Aufstieg der Oltner in die Nationalliga A. Vor der Saison 1987/88 wechselte er zu Fribourg-Gottéron, wo er für sieben Saisons blieb, ehe er nach der Finalniederlage gegen den EHC Kloten zum Zürcher SC wechselte. Im Frühjahr 1996 wollte er dort seine Karriere eigentlich beenden und wurde zwischenzeitlich Torhütertrainer bei den Zürchern, sprang aber einige Monate nach einer Verletzung von Keeper Thomas Papp nochmals ein. Eine Verletzung beendete Stechers Zeit bei den Zürchern im Dezember 1997. Nach einer Phase als Torhütertrainer bei den Junioren des SC Bern kehrte er 1999 noch einmal für zwei Monate aufs Eis zurück und verpasste mit dem B-Ligisten EHC Chur den Aufstieg in die Nationalliga A nur knapp.

### Als Trainer
Stecher begann seine Trainerkarriere bereits während seiner Aktivzeit. Von 1996 bis 1997 war er Assistenztrainer beim Zürcher SC. Danach amtete er als Torhütertrainer bei den Junioren des SC Bern (1998 bis 1999) und als Juniorencoach beim EHC Olten (2000 bis 2002). Im Jahr 2002 wurde er Cheftrainer beim EHC Arosa (1. Liga). Zwei Jahre später wechselte er zum EHC Olten in die Nationalliga B, wo er vier Jahre als Cheftrainer wirkte. Im Jahr 2009 wurde er Headcoach der Elite-Junioren des EHC Biels. Von 2010 bis 2011 wurde er Headcoach bei den GCK Lions in der National League B. Von 2011 bis 2013 wirkte er als Assistenztrainer beim EHC neben Headcoach Kevin Schläpfer. 2013 übernahm er den Trainerposten bei den EHC Basel Sharks in der National League B. Nach dem Konkurs der EHC Basel Sharks im Juli 2014 wechselte Stecher als Assistenztrainer zum EHC Olten. Zu Beginn der Saison 2016/2017 wurde er wieder als Assistenztrainer beim EHC Biel angestellt. Nach der Entlassung von Headcoach Kevin Schläpfer trat Stecher freiwillig zurück und verliess den Verein Ende Januar endgültig, um als Projektleiter des Sportzentrums in Huttwil zu agieren.

### Nationalmannschaft
Stecher absolvierte fünf Partien für die Schweizer Nationalmannschaft. Am 9. Februar 1991 stand er bei einem 2:5 gegen Kanada im Tor.